# Негуц, Николае
Николае Негуц (рум. Nicolae Neguț, р.17 октября 1945) — румынский борец греко-римского стиля, призёр чемпионата мира.

## Биография
Родился в 1945 году в Бухаресте. Он принимал участие во многих чемпионатах в конце 1960-х — начале 1970-х годов, но, как правило, на чемпионатах мира и Европы чуть-чуть не дотягивал до призовых мест. В 1968 году стал бронзовым призёром мемориального турнира имени Дана Колова, а на Олимпийских играх в Мехико занял 4-е место. В 1969 году стал бронзовым призёром чемпионата мира. В 1971 году стал серебряным призёром чемпионата армий социалистических стран. В 1972 году принял участие в Олимпийских играх в Мюнхене, где занял 6-е место.